# Comisión de Actividades Infantiles

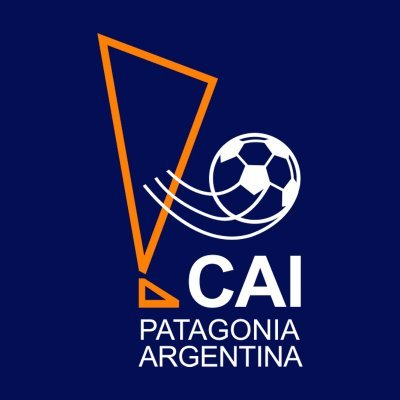
Logo da CAI

A "Comisión de Actividades Infantiles" (espanhol) ou (Comissão de Atividades Infantis) em português, também chamada de C.A.I, é um clube de futebol argentino da Cidade de Comodoro Rivadavia na Província do Chubut. Reconhecido por ter jogado durante nove temporadas na Primera B Nacional e uma dezena de temporadas mais nos Torneios Argentino A e Argentino B, atualmente compete exclusivamente na liga de Futebol de Comodoro Rivadavia e no Torneio Regional Federal Amateur.
Começou no ano de 1984 com a finalidade de promover o futsal infantil. Sua primeira partida de futebol oficial argentino foi no dia 13 de janeiro de 1994, estreiando na segunda categoria do futebol de Comodoro Rivadavia contra o Oeste Juniors, sendo os autores dos gols Hugo Barrientos e Andrés Silvera.
Em 2002 promoveu-se a Primera B Nacional (segunda divisão argentina) e jogou durante nove temporadas. Depois de 9 anos jogando a Primera B de forma initerrúpita, em 2011 desceu ao Torneo Argentino A.  Nesse torneio a equipe somou 11 derrotas consecutivas, e sua última vitória foi em casa contra ao Rosario Central por 3 a 1, numa partida histórica que teve como titular o  Luciano Figueroa.
Assim, a CAI se despediu da Primera B Nacional e fechou a última melhor época que teve no futebol da cidade, depois da caída do Huracán na Primeira Divisão.
Um ano depois, caiu ao Torneo Argentino B. Em junho de 2013, voltou ao Torneio Argentino A depois de ganhar a final contra o  San Martín de Formosa. Depois de uma boa campanha. quase subiu para a Primera B Nacional, mas bateu na trave. Portanto, em outubro de 2015 a equipe não pôde ficar na categoria depois do jogo de desempate contra o Gutiérrez Sport Club depois de ter empatado em 1-1 e perder nos pênaltis por 4-3. Depois do duro rebaixamento, a CAI tentou subir pelo Torneo Federal B, atualmente o Torneo Regional Amateur. Deste modo, viveu a chance mais próxima em 2019 quando perdeu a final patagônica para o Boxing em Rio Galegos.
Tem um acordo com o San Lorenzo de Almagro para a transferência de jogadores juvenis.
Jogadores importantes: Matías Jara, Dalcio Giovagnoli, Sixto “Mumo” Peralta,  Emanuel Morais, Sergio Romero, Adrián Sporle, Rodrigo Arciero, e Tomás Conechny.

## Localização
O time está localizado na Patagonia argentina, na cidade de Comodoro Rivadavia, da Província do Chubut. Em 2002 converteu-se no primeiro time da região que jogou a Primeiro B Nacional.

## Dados do clube
- Temporadas na Primeira Divisão: 0

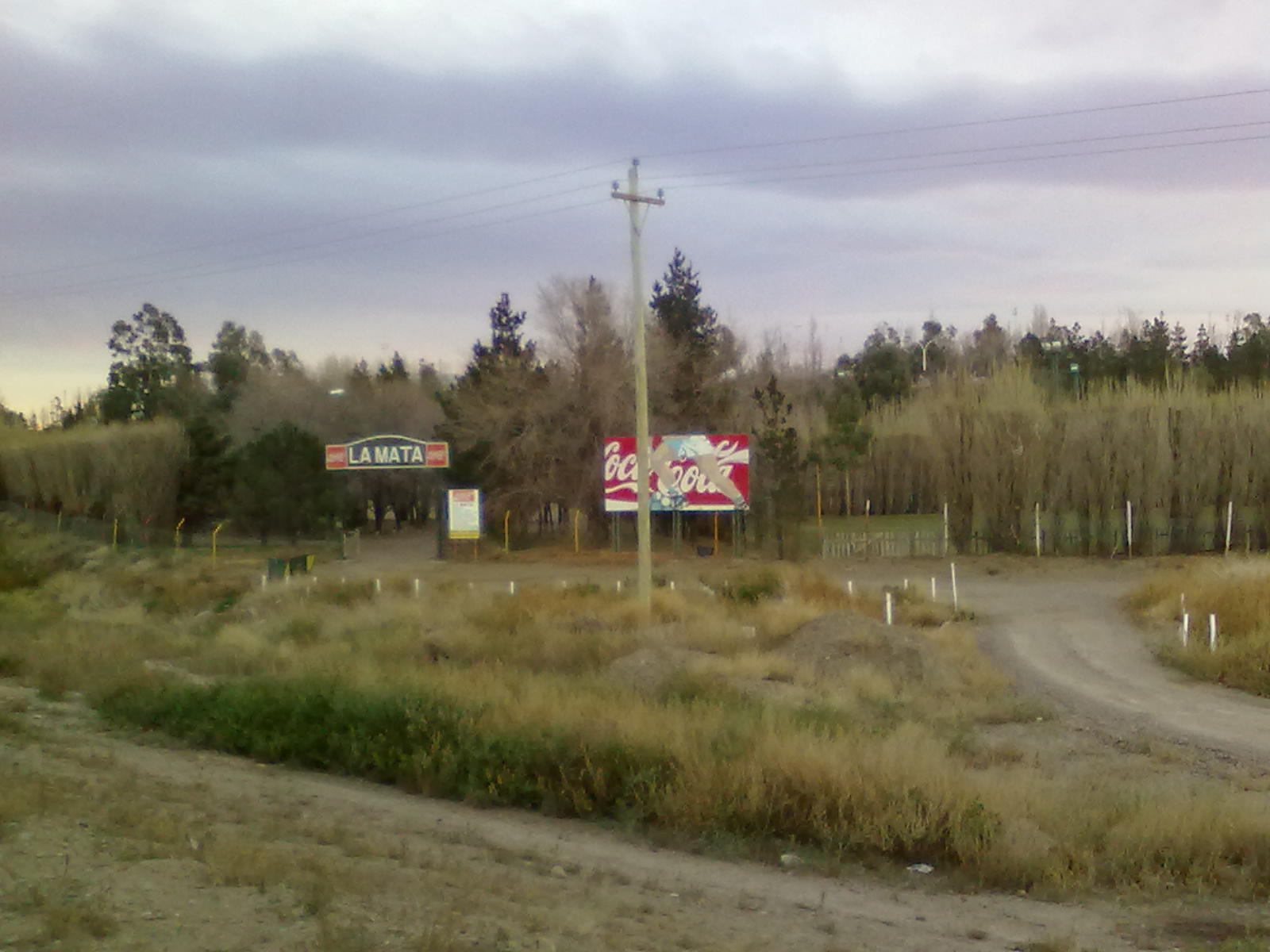
O prédio de treinamento La Mata, onde a CAI se concentra em certos dias de preparação

- Temporadas na Primeiro B Nacional: 9
- Temporadas no Torneio Argentino A/Torneio Federal A: 8
- Temporadas no Torneio Argentino B/Torneio Federal B: 3
- Temporadas no Torneio do Interior: 1

- Nacional B: 5-0 a Juventude Antoniana (Salta) em 2004
- Argentino A: 6-1 a Belgrano (Santa Rosa) em (2000/01)
- Argentino B 4-0 a Furacão (G. Gregores) em (2012/13)
- #Copa Argentina 5-0 a Desportivo Madryn em 2012
- Federal B: 5-0 a Estrela Norte em 2017

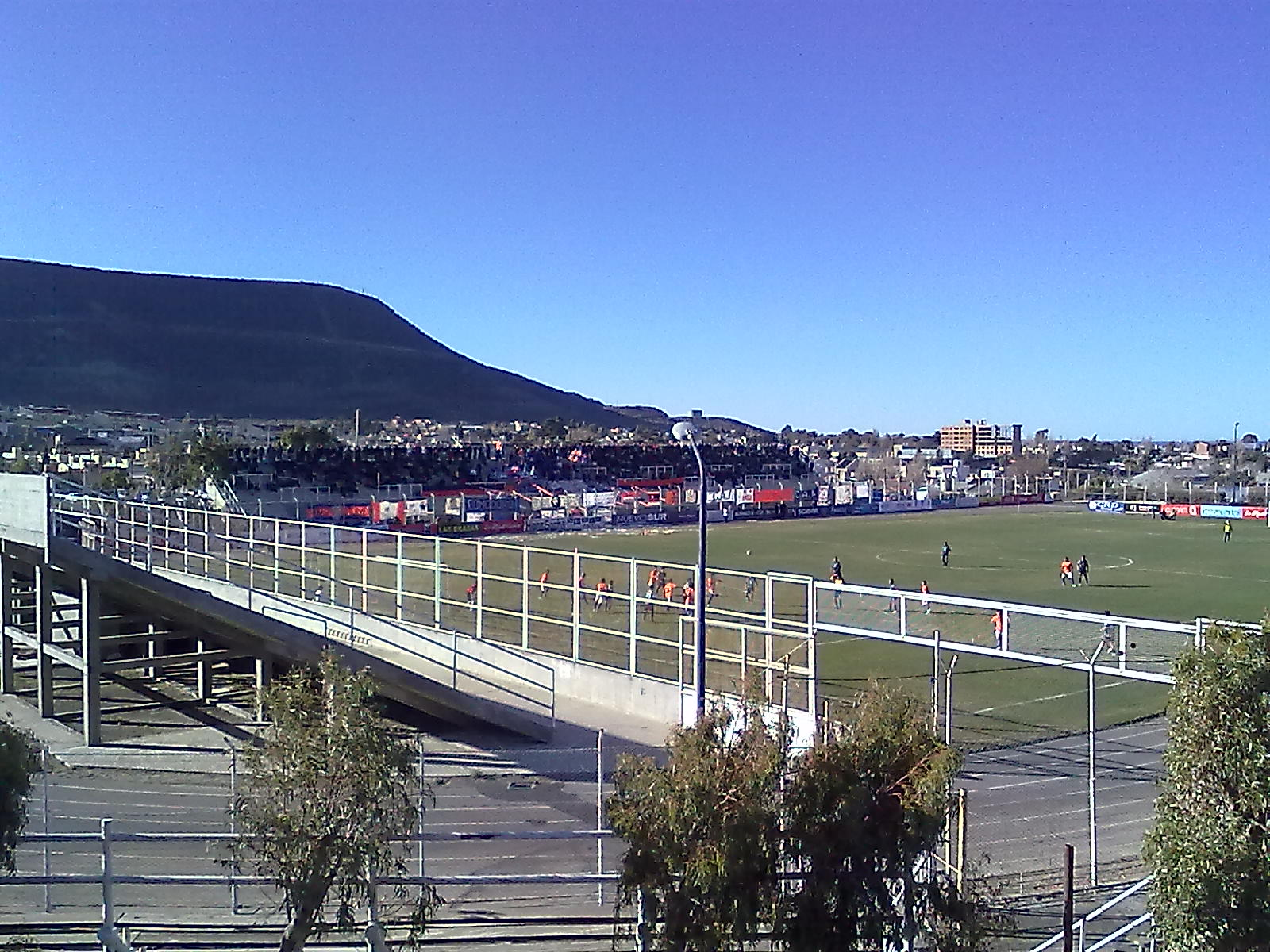
O Estádio Municipal de Comodoro Rivadavia num encontro da CAI contra Defensa e Justicia.

### Goleadas contra
- Nacional B: 0-5 vs Huracán (Tres Arroyos) em 2006
- Argentino A: 0-5 vs Independiente Rivadavia (Mendoza) em 1999

- 1994 - Liga de Origem B (Campeonato Comodorense) - Ascensão a Liga de Origem A (Une Comodorense).
- 1994/95 - Une de Origem A (Liga Comodorense) - Ascensão a Torneio Argentino A.
- 1996/97 - Torneio Argentino A - Descenso a Torneio Argentino B.
- 1998/99 - Torneio Argentino B - Ascensão a Torneio Argentino A.
- 2001/02 - Torneio Argentino A - Ascensão a Primeiro B Nacional.
- 2010/11 - Primeiro B Nacional - Descenso a Torneio Argentino A.
- 2011/12 - Torneio Argentino A - Descenso a Torneio Argentino B.
- 2012/13 - Torneio Argentino B - Ascensão a Torneio Argentino A.
- 2015 - Torneio Federal A - Descenso a Torneio Federal B.

## Uniforme
O uniforme da CAI é tomada como base o seu desenho e as cores do seu símbolo.
- Uniforme titular: Camisa azul, calção e meias azuis.
- Uniforme alternativo: Camisa laranja, calção branco e meias brancas.

### Marca e patrocinador
| Período       | Provedor         |
| ------------- | ---------------- |
| 1984-1991     | Adidas           |
| 1992-1994     | Uhlsport         |
| 1995-1997     | Adidas           |
| 1998-2002     | Maracaná         |
| 2002-2004     | Signia           |
| 2004-2005     | Marca Propia     |
| 2005-2009     | Mitre            |
| 2009-2011     | Nanque           |
| 2011-2016     | Mitre            |
| 2017-2018     | Atlantic Sport's |
| 2018-2022     | Mitre            |
| 2023-Presente | Athletic         |

| Período       | Patrocinador            |
| ------------- | ----------------------- |
| 1984-1991     | Comodoro Rivadavia      |
| 1992-1994     | Mercedes Benz Comodoro  |
| 1995-1997     | Carta Automática        |
| 1998          | Scania                  |
| 1999-2000     | Nenhum                  |
| 2000-2009     | Arbumasa                |
| 2009-2011     | Tarjeta Diez            |
| 2011-2013     | Nenhum                  |
| 2014          | Panificadora Don Carlos |
| 2015-2016     | Banco del Chubut        |
| 2017-2020     | Urbanizarq              |
| 2021-2022     | Bahía Blanca Viviendas  |
| 2022-Presente | FullStock               |

## Jogadores
Elenco 2017
Elenco do time da CAI em 2017:
Nota: Bandeiras indicam equipe nacional, conforme definido pelas regras de elegibilidade da FIFA. Os jogadores podem ter mais de uma nacionalidade não-FIFA.
| Porteros      |  |  |                            |
|               |  |  | Walter Andres Cruz         |
|               |  |  | Mateo Emiliano Grasso      |
| Defensores    |  |  |                            |
|               |  |  | Luciano Leonel Iturrioz    |
|               |  |  | Fausto Ramiro Viegas       |
|               |  |  | Mauro Hernán Jofre         |
|               |  |  | German Nicolás Martínez    |
|               |  |  | Federico Santos Leguiza    |
| Mediocampista |  |  |                            |
|               |  |  | Lucas Ezequiel Ocampo      |
|               |  |  | Eduardo Ariel Vega         |
|               |  |  | Matías Fabián Carrizo      |
|               |  |  | Matias Jesus Delgado       |
|               |  |  | Enzo German Britez         |
| Delanteros    |  |  |                            |
|               |  |  | Matias Vargas Facundo      |
|               |  |  | Esteban Knez               |
|               |  |  | Ezequiel David Marin       |
|               |  |  | Luciano Ezequiel Contreras |

## Títulos
| HONORÁRIOS | HONORÁRIOS                           | HONORÁRIOS | HONORÁRIOS |
|            | Competição                           | Títulos    | Temporadas |
| ---------- | ------------------------------------ | ---------- | --- |
|            | Campeonato Argentino - 3° Divisão    | 1          | Torneo Argentino A 2001-02 |
|            | Campeonato Argentino - 4° Divisão    | 1          | Torneo Argentino B 2012-13 |
| REGIONAIS  |                                      |            | |
|            | Competição                           | Títulos    | Temporadas |
|            | Liga de Fútbol de Comodoro Rivadavia | 8          | Torneo De Otoño R.C. de 1995, Apertura R.C. de 1997, Apertura de 1998, Apertura de 1999, Apertura de 2003, Apertura de 2004, Apertura de 2005, Apertura de 2008 |

## Veja-se também
- Comissão de Actividades Infantis
- Mundo Ascensão